# جيوفاني فان برونكهورست

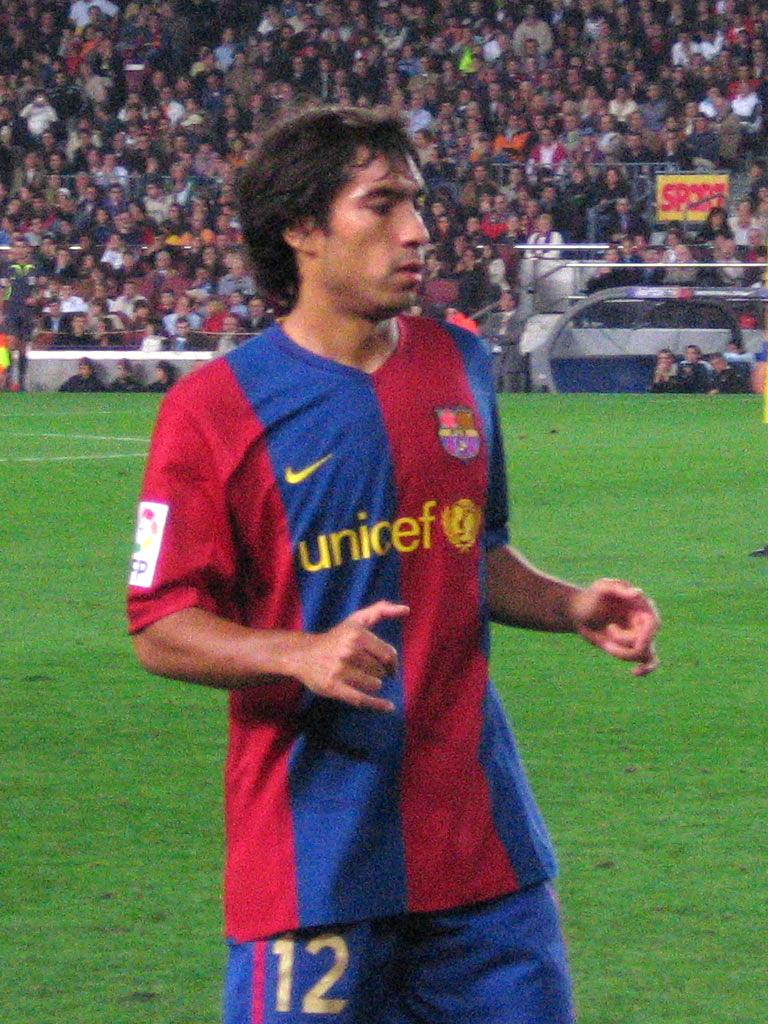
جيوفاني فان برونكهورست

جيوفاني كريستيان فان برونكهورست (بالهولندية: Giovanni van Bronckhorst)‏، من مواليد 5 فبراير 1975 في روتردام في هولندا، لاعب كرة قدم هولندي.
من اصول إندونيسية سابق.
بدأ مسيرته الكروية مع نادي فالفيك في موسم 1993/1994، وشارك معهم في 12 مباراة وسجل هدفين، وفي عام 1994 انتقل إلى نادي فيينورد روتردام، ولعب معهم حتى عام 1998، وشارك معهم في 103 مباريات وسجل 22 هدف، وفي عام 1998 انتقل إلى نادي رينجرز الإسكتلندي، ولعب معهم حتى عام 2001، وشارك معهم في 71 مباراة وسجل 13 هدف، وفي عام 2001 انتقل إلى نادي آرسنال الإنجليزي، ولعب معهم حتى عام 2003، وشارك معهم في 41 مباراة وسجل هدفين، ومنذ عام 2003لعب مع نادي برشلونة الإسباني انتقل الآن إلى ناديه القديم فينورد روتردام الهولندى.
و قد بدأ باللعب مع منتخب هولندا لكرة القدم في عام 1996.

## روابط خارجية
- جيوفاني فان برونكهورست على موقع الاتحاد الدولي (مؤرشف)  (الإنجليزية)
- جيوفاني فان برونكهورست على موقع الاتحاد الأوربي (الإنجليزية)
- جيوفاني فان برونكهورست على موقع قاعدة بيانات كرة القدم.إي يو (الإنجليزية)
- جيوفاني فان برونكهورست على موقع ليكيب (الفرنسية)
- جيوفاني فان برونكهورست على موقع ناشيونال فوتبول تيمز (الإنجليزية)
- جيوفاني فان برونكهورست على موقع عالم كرة القدم.نت (الإنجليزية)
- جيوفاني فان برونكهورست على موقع كووورة